# Ciemnoblaszek krwistozarodnikowy

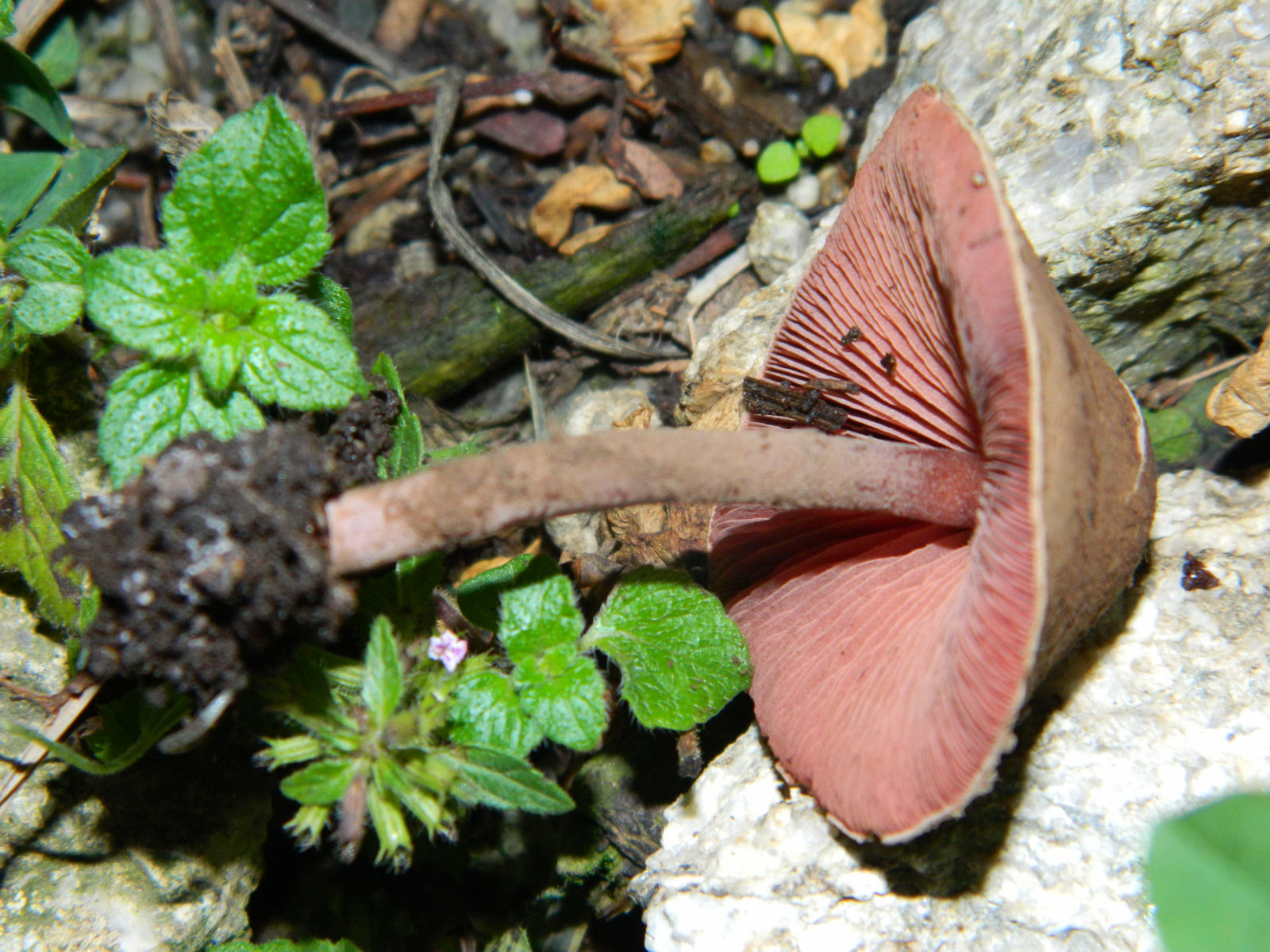

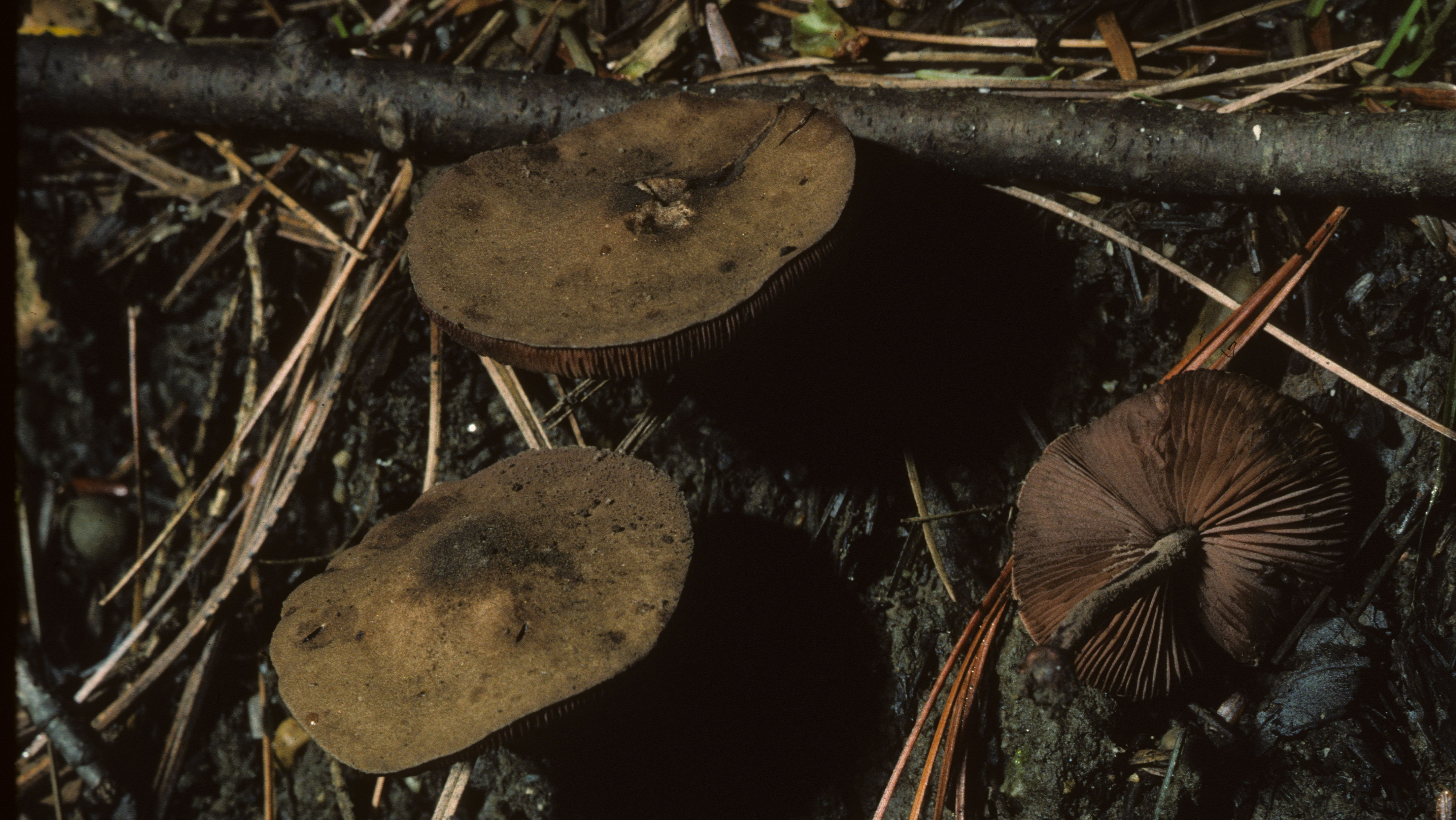

Ciemnoblaszek krwistozarodnikowy  (Melanophyllum haematospermum (Bull.) Kreisel) – gatunek grzybów z rodziny pieczarkowatych (Agaricaceae).

## Systematyka i nazewnictwo
Pozycja w klasyfikacji według Index Fungorum: Melanophyllum, Agaricaceae, Agaricales, Agaricomycetidae, Agaricomycetes, Agaricomycotina, Basidiomycota, Fungi.
Po raz pierwszy zdiagnozował go w 1793 r. Jean Baptiste François Bulliard nadając mu nazwę Agaricus haematospermum. Obecną, uznaną przez Index Fungorum nazwę nadał mu Hanns Kreisel w 1984 r.
Ma 30 synonimów. Niektóre z nich:
- Cystoderma echinatum (Roth) Singer 1936
- Inocybe echinata var. brasiliensis Rick 1961
- Lepiota haematosperma f. gracilis J.E. Lange 1935
- Melanophyllum canali Velen. 1921
- Melanophyllum echinatum (Roth) Singer 1951
- Psalliota haematosperma (Bull.) S. Lundell & Nannf. 1935

Nazwę polską zaproponował Władysław Wojewoda w 2003 r.

## Morfologia
Kapelusz
Średnica 1–3 cm, u młodych okazów stożkowo wypukły, później półkolisty do dzwonkowatego, w końcu płasko rozpostarty, z niskim garbkiem. Na brzegach zwieszające się szarobrązowe resztki osłony, u młodych owocników częściowo połączone z trzonem. Powierzchnia od jasnobrązowej do szarobeżowej, pokryta kłaczkami. U starszych okazów ziarnista.
Blaszki
Wolne, o szerokości 4 mm, początkowo karminowoczerwone, potem winnobrązowe, w końcu niemal czarne. Ostrza gładkie.
Trzon
Wysokość 2–4 cm, grubość 2–3 mm, walcowaty, za młodu pełny, potem pusty w środku, prosty, rzadko wygięty, kruchy. Powierzchnia u młodych okazów pokryta szarobrązowymi granulkami, po ich starciu odsłania się brązowa warstwa. Podstawa trzonu z bulwą częściowo okrytą błoniastą, zanikającą osłoną.
Miąższ
Biały, po uszkodzeniu natychmiast przebarwiający się na winnoczerwono, potem blednący. Zapach owocowy lub rzodkwi, smak łagodny.
Zarodniki
Świeże są oliwkowoszare, po wyschnięciu brązowe, cienkościenne. Rozmiary 4,5–6,5 × 2,5–3,0 μm, kształt eliptyczny do podłużno-eliptycznego w widoku z boku, podobne w profilu z lekko spłaszczonymi i zakrzywionymi bokami. Powierzchnia gładka lub drobno chropowata.

## Występowanie i siedlisko
Występuje w Ameryce Północnej i Europie. W Polsce gatunek rzadki. Znajduje się na Czerwonej liście roślin i grzybów Polski. Ma status R – gatunek potencjalnie zagrożony z powodu ograniczonego zasięgu geograficznego i małych obszarów siedliskowych. Znajduje się na listach gatunków zagrożonych także w Austrii i Norwegii. W Ameryce Północnej również jest rzadki.
Rośnie na ziemi, pojedynczo, w rozproszeniu lub w małych grupach w glebie bogatej w próchnicę i blisko gnijącego drewna; pod drzewami iglastymi i liściastymi; odnotowano jego występowanie również w szklarniach i hałdach kompostowych. Owocniki pojawiają się po opadach deszczu pod koniec lata.